# Microstylum miles
Microstylum miles là một loài ruồi trong họ Asilidae. Microstylum miles được Karsch miêu tả năm 1879. Loài này phân bố ở vùng nhiệt đới châu Phi.